# 朝日放送テレビ平日早朝のローカル枠
朝日放送テレビ平日早朝のローカル枠（あさひほうそうテレビへいじつそうちょうのローカルわく）は、朝日放送テレビ（ABCテレビ）にて平日の早朝に放送している情報番組の総称の一覧である。

## 各番組の歴史
1975年の腸捻転解消後、朝日放送（当時）では朝の情報番組が消滅した。そのことに危機感を抱き、1979年に『おはよう朝日です』を開始。『おはよう朝日です』を成功させた朝日放送ではさらに早朝時間帯を開拓すべく、1983年10月に『おはよう6』を開始させ早朝番組に参入する。関西地区ではMBSの『おはよう4チャンネル』やKTVの『ザ・モーニング630』に続いて3番目となった。内容としては天気予報を中心とした関西ローカル編成にこだわり、テレビ朝日からの番組供給は全国ネットである『ANNニュースセブン』→『ANNニュースフレッシュ』を除けば『CNNデイブレイク』の6:45 - 7:00を一時期ネットしていた程度である。その点は『ザ・モーニング630』と共通するものの、キー局のネット番組の影響をほとんど受けないのもABCの特徴であった。
1995年10月、『おはようコールABC』を開始。このころから天気予報中心からニュースショー番組の性格を強めていく。
2020年10月、それまでのニュースショー番組『おはようコールABC』が関西のトレンドや生活情報中心の『おはよう朝日です』に吸収される形で終了。『おはよう朝日です』は3時間に大幅拡大されるものの、6時30分を境として2部制を導入。第1部は『おはようコール』の流れを継ぐコーナーが引き続き放送され、第2部は従来の『おはよう朝日です』の流れをくむ。これにより、実質早朝と朝のローカル枠が統合されたことになる。

## 現在放送している番組
- おはよう朝日です（2020年10月5日 - ）※放送時間拡大

## 過去に放送していた番組
- おはよう6（1983年10月3日 - 1992年3月27日）
- Oh!天気（1992年3月30日 - 1994年9月30日）
- おはよう天気です（1994年10月3日 - 1995年9月29日）
- おはようコールABC・早版（末期は月曜のみ、2003年9月29日 - 2005年3月28日）
- ABCニュースファイル（火 - 金曜：2004年7月 - 2006年3月31日） - 『おはようコールABC』に統合。
- おはようコールABC（1995年10月2日 - 2020年10月2日）